# Gemeinde St. Johann am Pressen
Die Gemeinde St. Johann am Pressen war eine Gemeinde im Kärntner Bezirk Sankt Veit an der Glan, die von 1850 bis 1973 bestand. Im Zuge der Gemeindestrukturreform 1973 wurde die Gemeinde aufgelöst und an die Gemeinde Hüttenberg angeschlossen.

## Geografie

### Lage
Die Gemeinde lag im Nordosten des Bezirks Sankt Veit an der Glan und reichte vom Zentrum bis an den nordöstlichen Rand der heutigen Gemeinde Hüttenberg. Ihre Fläche betrug etwa 44,6 km². Sie umfasste einen Großteil des Einzugsgebiets des Mosinzbachs.

### Gliederung

#### Katastralgemeinden
Die Gemeinde bestand aus den Katastralgemeinden St. Johann am Pressen und Zosen.

#### Ortschaften
Zeit ihres Bestehens wurden in der Gemeinde folgende Ortschaften geführt:
- Sankt Johann am Pressen
- Zosen

## Geschichte
Im Zuge der Verwaltungsreformen nach der Revolution 1848/49 wurde 1850 aus den Steuer- bzw. Katastralgemeinden St. Johann am Pressen und Zosen, die zuvor zum Steuerbezirk Althofen (Herrschaft und Landgericht) gehört hatten, die Gemeinde St. Johann am Pressen errichtet. Die Gemeinde gehörte ab 1850 zum politischen Bezirk Sankt Veit an der Glan und zum Gerichtsbezirk Althofen. 1854 bis 1868 gehörte sie zum Gemischten Bezirk Althofen. Durch die Reformen 1868 wurde sie wieder Teil des politischen Bezirks Sankt Veit an der Glan und des Gerichtsbezirks Althofen. 1872 kam sie an den Gerichtsbezirk Eberstein, in dem sie bis zu ihrer Auflösung verblieb.
1973 wurden die gesamte Gemeinde mit 4460 ha Fläche und 539 Einwohnern an die Gemeinde Hüttenberg angeschlossen.

## Bürgermeister
Als Bürgermeister der Gemeinde Lölling werden unter anderem genannt: Anton Moser, Kassier der Hüttenverwaltung Heft (1897 – 1920), Engelbert Sonnberger vulgo Urbalebauer (ab 1920), Ing.  Ludwig Würtz (um 1928 – 1932), Christian Kraxner vulgo Schreitl (um 1936).

## Bevölkerung
Für die Gemeinde wurden zur Zeit ihres Bestehens folgende Einwohnerzahlen angegeben:
- 1849: 834 Einwohner[2]
- 1869: 1126 Einwohner, 140 Häuser[3]
- 1880: 1087 Einwohner, 114 Häuser[4]
- 1890: 1181 Einwohner, 117 Häuser[5]
- 1900: 1129 Einwohner, 143 Häuser[6]
- 1910: 888 Einwohner, 139 Häuser[7]
- 1923: 833 Einwohner, 133 Häuser[8]
- 1934: 794 Einwohner[9]
- 1961: 686 Einwohner, 114 Häuser[10]
- 1971: 539 Einwohner[1]

Zum Vergleich: 2011 lebten nur mehr 195 Personen auf dem ehemaligen Gemeindegebiet.